# رصدخانه آرما

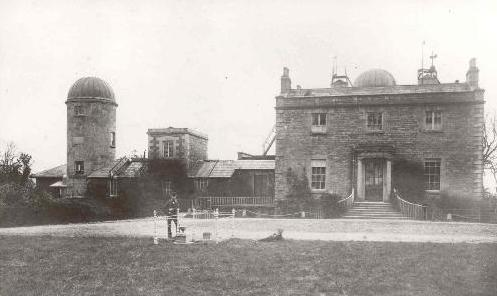
نگاره‌ای کهن از «رصدخانه آرما» در ایرلند شمالی – ۱۸۸۳

رصدخانه آرما یکی از مؤسسات تحقیقات نجومی مدرن با میراثی غنی، مستقر در آرما در ایرلند شمالی است. حدود ۲۵ ستاره‌شناس به‌طور حرفه‌ای به مطالعهٔ اخترفیزیک ستاره‌ها، خورشید، ستاره‌شناسی منظومه خورشیدی، و آب‌وهوای زمین مشغولند. یکی از کشفیات این رصدخانه ستارهٔ ال‌اس چهارم-۱۴ ۱۱۶ است